# Nikolaevsk
Nikolaevsk is een plaats (census-designated place) in de Amerikaanse staat Alaska, en valt bestuurlijk gezien onder Kenai Peninsula Borough.

## Demografie
Bij de volkstelling in 2000 werd het aantal inwoners vastgesteld op 345. Een meerderheid van de bevolking spreekt Russisch, een overblijfsel van de vroegere Russische kolonisatie van Alaska.

## Geografie
Volgens het United States Census Bureau beslaat de plaats een oppervlakte van
93,9 km², geheel bestaande uit land.

## Plaatsen in de nabije omgeving
De onderstaande figuur toont nabijgelegen plaatsen in een straal van 24 km rond Nikolaevsk.